# Паисий (Шинкарёв)
Архиепи́скоп Паи́сий (в миру Ви́ктор Серге́евич Шинкарёв, род. 8 января 1988, Феодосия, Крымская область, Украинская ССР, СССР) — архиерей Украинской Православной Церкви, архиепископ Константиновский, викарий Киевской Митрополии.
Тезоименитство — 29 июня (12 июля) (память преподобного Паисия Святогорца).

## Епископ
Родился 8 января 1988 года в городе Феодосии в семье служащих. Крещен 6 июня 1988 года в соборе Казанской иконы Божией Матери города Феодосии. В 2005 году окончил общеобразовательную школу-лицей «Классика» города Феодосии. Во время учёбы в школе нёс послушание алтарника в соборе Казанской иконы Божией Матери города Феодосии.
В 2006 года зачислен в Таврическую духовную семинарию. В 2007 году направлен на обучение в Афинский национальный университет на факультет социального служения, где учился до 2013 года.
21 июля 2013 года епископом Горловским и Славянским Митрофаном (Никитиным) рукоположён в сан диакона, а 27 сентября тем же архиереем — в сан священника по возложению золотого наперсного креста. Направлен клириком Богоявленского кафедрального собора города Горловки.
12 июня 2014 года направлен настоятелем Благовещенского храма города Горловки. 7 августа 2014 года вернулся на пастырское служение в Богоявленский собор города Горловки.
23 декабря 2015 года в домовом храме в честь святителя Митрофана Воронежского архиерейской резиденции был пострижен в монашество с наречением имени Паисий в честь преподобного Паисия Святогорца.
3 марта 2016 года назначен руководителем миссионерского отдела Горловской епархии. 15 августа 2016 года назначен заместителем руководителя ставленнической комиссии.
16 сентября 2017 года возведён в сан архимандрита. 28 сентября назначен настоятелем Николаевского и Иверского (строящегося) храмов в посёлке Никитовка. 20 декабря 2019 года назначен благочинным Александро-Невского округа города Славянска. 30 января 2020 года назначен настоятелем Александро-Невского кафедрального собора города Славянска. 10 сентября 2020 года назначен исполняющим обязанности благочинного Лиманского округа Горловской епархии.

### Архиерейство
12 мая 2021 года решением Священного синода УПЦ избран епископом Константиновским, викарием Горловской епархии.
12 июня в Троицком храме Пантелеимоновского женского монастыря города Киева состоялось его наречение во епископа. 13 июня в Успенском соборе Киево-Печерской лавры хиротонисан во епископа Константиновского, викария Горловской епархии. Хиротонию совершили: митрополит Киевский и всея Украины Онуфрий (Березовский), митрополит Одесский и Измаильский Агафангел (Саввин), митрополит Донецкий и Мариупольский Иларион (Шукало), митрополит Вышгородский и Чернобыльский Павел (Лебедь), митрополит Бориспольский и Броварской Антоний (Паканич), митрополит Горловский и Славянский Митрофан (Никитин), архиепископ Бучанский Пантелеимон (Бащук), архиепископ Яготинский Серафим (Демьянив), епископ Барышевский Виктор (Коцаба), епископ Белогородский Сильвестр (Стойчев), епископ Добропольский Спиридон (Головастов), епископ Волновахский Амвросий (Скобиола), епископ Вишневский Спиридон (Романов), епископ Ирпенский Лавр (Березовский), епископ Бородянский Марк (Андрюк).
25 сентября 2023 года Священный синод Украинской православной церкви назначен викарием Киевской митрополии с сохранением титула Константиновский.

## Санкции
12 декабря 2022 года, на фоне вторжения России на Украину, внесён в санкционный список Украины против иерархов УПЦ «за пособничество и оправдание российской агрессии против Украины, а также продвижение идей „русского мира“ в стране». Санкции, предусматривают заморозку активов, запрет на ведение коммерческой деятельности сроком на пять лет. По данным СБУ фигуранты санкционного списка согласились на сотрудничество с оккупационными российскими властями, продвигают пророссийские нарративы, оправдывают военную агрессию России в Украине.